# Jakob Fellermeier
Jakob Fellermeier (* 21. Juli 1911 in Reichertsheim; † 26. Juli 2004 in Mühldorf am Inn) war ein katholischer Priester und Philosoph.

## Leben
Er besuchte die Knabenseminare in Scheyern und Freising. Ab 1930 studierte er Philosophie und Theologie im Klerikalseminar in Freising und im Pontificium Collegium Germanicum et Hungaricum de Urbe. In Reichertsheim feierte er 1937 die Nachprimiz. Von 1949 bis 1968 war er Professor für Philosophie an der PTH Freising. Er war von 1968 bis 1976 ordentlicher Professor für Philosophie in Bamberg.

## Schriften (Auswahl)
- Das Obligationsprinzip bei Gabriel Vazquez. Rom 1939, OCLC 633697732.
- Die Philosophie des Altertums. Aschaffenburg 1964, OCLC 1284181544.
- Die Philosophie auf dem Weg zu Gott. München 1975, ISBN 3-506-70182-7.
- Das Naturrecht und seine Probleme. Stein am Rhein 1980, ISBN 3-7171-0785-2.